# Are You Gonna Go My Way
Are You Gonna Go My Way is een nummer van de Amerikaanse rockzanger Lenny Kravitz. Het is de eerste single van zijn derde, gelijknamige studioalbum.
Het nummer haalde de 6e positie in de Nederlandse Top 40 en de 13e in de Vlaamse Radio 2 Top 30.

## NPO Radio 2 Top 2000
| Nummer met noteringen in de NPO Radio 2 Top 2000 | '09 | '10 | '11 | '12 | '13 | '14 | '15  | '16  | '17  | '18  | '19  | '20  | '21  | '22  | '23  | '24  |
| ------------------------------------------------ | --- | --- | --- | --- | --- | --- | ---- | ---- | ---- | ---- | ---- | ---- | ---- | ---- | ---- | ---- |
| Are You Gonna Go My Way                          | 908 | 984 | 863 | 830 | 788 | 866 | 1096 | 1064 | 1104 | 1203 | 1355 | 1208 | 1323 | 1402 | 1540 | 1323 |

1. ↑  Een vetgedrukt getal geeft de hoogste notering aan.
2. ↑  2009 was het eerste jaar met een notering voor dit nummer.